# Aneta Suchoń
Aneta Anna Suchoń – polska prawniczka, dr hab. nauk prawnych, profesor uczelni Katedry Prawa Rolnego Wydziału Prawa i Administracji Uniwersytetu im. Adama Mickiewicza w Poznaniu; wcześniej adiunkt Katedry Prawa i Organizacji Przedsiębiorstw w Agrobiznesie Wydziału Ekonomicznego i Społecznego Uniwersytetu Przyrodniczego w Poznaniu.

## Życiorys
W 1997 ukończyła studia prawnicze na Uniwersytecie im. Adama Mickiewicza, 7 marca 2006 obroniła pracę doktorską Prawna ochrona trwałości gospodarowania na dzierżawionych gruntach rolnych, 18 października 2016 habilitowała się na podstawie pracy zatytułowanej Monografia habilitacyjna Prawna koncepcja spółdzielni rolniczych, Poznań 2016 (ISBN 978-83-232-3017-5), ss. 436 oraz cykl publikacji powiązanych z nią tematycznie, poświęconych prawnym aspektom spółdzielczości w rolnictwie i na terenach wiejskich w Polsce oraz wybranych krajach Unii Europejskiej. Cykle publikacji: Dzierżawa gruntów rolnych; Gospodarka nieruchomościami, głównie rolnymi; Prawno-finansowe instrumenty w rolnictwie i inne. Otrzymała nominację profesorską. 
Była zatrudniona na stanowisku adiunkta w Katedrze Prawa i Organizacji Przedsiębiorstw w Agrobiznesie na Wydziale Ekonomicznym i Społecznym Uniwersytetu Przyrodniczego w Poznaniu oraz profesora uczelni w Katedrze Prawa Rolnego na Wydziale Prawa i Administracji Uniwersytetu im. Adama Mickiewicza w Poznaniu. 
Profesor Anna Suchoń prowadzi na Wydziale Prawa i Administracji UAM wykłady z prawa rolnego, gospodarki nieruchomościami, prawa ochrony środowiska, administracji rolnictwa, seminarium magisterskie i dyplomowe, a dla studentów zagranicznych wykład w języku angielskim, w ramach programu Erasmus prowadziła również wykłady w Niemczech, Włoszech, Hiszpanii i Francji. 